# City of Blood
City of Blood es el vigésimo primer episodio de la segunda temporada y cuadragésimo cuarto episodio a lo largo de la serie estadounidense de drama y ciencia ficción, Arrow. El episodio fue escrito por Holly Harold y dirigido por Michael Schultz. Fue estrenado el 30 de abril de 2014 en Estados Unidos por la cadena The CW.
Después de que Slade amenaza con destruir todo lo que ama, Oliver decide que la manera más rápida para detener el derramamiento de sangre es rendirse ante su enemigo. Sabiendo que esto terminará con Oliver muerto, Felicity y Diggle toman medidas extremas para evitar una confrontación con Slade. Tras la pérdida de su madre, Thea considera dejar la ciudad, mientras Laurel retoma su cruzada contra Sebastian Blood. Por último, Slade desata su furia contra Ciudad Starling.

## Argumento
Sebastian toma protesta como nuevo alcalde de Ciudad Starling mientras el funeral de Moira se lleva a cabo y todos se preguntan dónde está Oliver. En la recepción, Felicity y Diggle descubren que Isabel está viva. Por otra parte, Laurel comienza a sospechar que Sebastian trabaja para Slade y acude a su padre en busca de ayuda. Laurel visita a Sebastian en la alcaldía e implanta un dispositivo que le permite acceder a los archivos de su computadora, descubriendo que escribió una carta de condolencias por la muerte de Moira un día antes de que sucediera.
Mientras tanto, Diggle y Felicity acuden a Amanda Waller y A.R.G.U.S. para encontrar a Oliver. Amanda les dice que Oliver se encuentra en una segunda guarida. Felicity y Diggle llegan al lugar donde se encuentra Oliver y éste les dice que para terminar de una vez por todas con la venganza de Slade se va entregar a él y se dejará asesinar. Por otra parte, Thea recibe la visita de Isabel en el Verdant, donde es informada que debe desalojar el lugar ya que tanto el bar como la acerera pertenecen a Queen Consolidated.
Walter intenta convencer a Thea de pensar con calma su decisión de irse de la ciudad, mientras Oliver llega a la mansión y le dice a su hermana que es lo mejor que puede hacer, ya que ella es la única que conserva un corazón puro en su familia y por lo tanto, alejarse de Ciudad Starling le hará bien. Thea deja la habitación y Oliver llama a Isabel para decirle que se rinde y le dice que la verá en el muelle.
En el muelle, Oliver es atacado con un dardo tranquilizante y despierta de vuelta en la guarida, donde también se encuentran Felicity, Diggle y Laurel. Ahí, Laurel le dice que no dejará que se entregue a Slade, ya que ha descubierto que Sebastian trabaja para él y que todo va más allá de una simple venganza de Slade.
Una vez que ha sido convencido por Laurel, Oliver se entrevista con Sebastian y le confiesa que él es el vigilante y sabe que está trabajando para Slade, mientras Diggle y Felicity interrogan a su guardaespaldas. El equipo rápidamente se organiza para evitar que el ejército de Mirakuru sea enviado a las calles. Sin embargo, algunos de los hombres han sabido infiltrarse exitosamente en lugares públicos como la estación de policía y la estación de trenes, donde se encuentra Thea. Mientras Oliver y Laurel tratan de escapar de los hombres de Slade y Diggle pelea con Isabel, Felicity recibe una llamada de Cisco Ramón de S.T.A.R. Labs.
Finalmente en un flashback, Anatoly, Oliver, Sara y Peter llegan al submarino e intentan hacerlo funcionar, sin embargo, descubren que están atascados. Oliver planea usar uno de los torpedos para iniciar el curso, pero Anatoly le revela que los torpedos se operan manualmente y que matarían a aquel que lo haga, es entonces que Peter se ofrece como voluntario argumentando que Ivo lo envenenó con radiación con el pretexto de saber si el mirakuru era capaz de curar el cáncer. Una vez que todo está listo, Oliver envía a Sara a tierra firme y le prometo regresar por ella.

## Elenco
- Stephen Amell como Oliver Queen.
- Katie Cassidy como Dinah Laurel Lance.
- David Ramsey como John Diggle.
- Willa Holland como Thea Queen.
- Emily Bett Rickards como Felicity Smoak.
- Colton Haynes como Roy Harper.
- Manu Bennett como Slade Wilson (voz solamente).
- Paul Blackthorne como el oficial Quentin Lance.

## Continuidad
- Walter Steele fue visto anteriormente en Heir to the Demon.
- Amanda Waller fue vista anteriormente en Suicide Squad.
- Peter fue visto anteriormente en Deathstroke, vía flashback.
- Anatoly Knyazev fue visto en The Man Under the Hood, vía flashback.
- Laurel Lance e Isabel Rochev fueron vistas anteriormente en The Man Under the Hood.

- Laurel aparece en Seeing Red vía flashback.

- Susanna Thompson no es acreditada en este episodio.

- Moira fue asesinada por Slade Wilson en Seeing Red.

- El funeral de Moira tiene lugar en este episodio.
- Felicity y Diggle descubren que Isabel está viva.
- Sebastian toma protesta como alcalde de Ciudad Starling.
- Diggle acude a Amanda Waller para que lo ayude a localizar a Oliver.
- Laurel descubre que Sebastian trabaja para Slade.
- Se revela que Moira murió el 24 de abril de 2014.

- Seeing Red fue emitido el día 23 del mismo mes y año.

- Se revela que Oliver tenía la idea de establecer una segunda base de operaciones.
- Laurel le revela a Oliver que sabe que es Arrow, así como que Blood trabaja para Slade.

- Oliver deduce que Sebastian es el hombre de la máscara de calavera.

- Oliver le revela a Sebastian que él es el vigilante.
- Peter revela que Ivo lo expuso a radiación para probar que el Mirakuru podía ser capaz de curar el cáncer.
- Felicity recibe una llamada de Cisco Ramon.
- El episodio termina con Oliver, Laurel, Diggle, Thea y Quentin en peligro debido al ejército de Slade.
- Sebastian Blood se convierte en la decimoctava persona conocida en estar al tanto de la verdadera identidad de Arrow, siendo John Diggle (Lone Gunmen), Derek Reston (Legacies), Helena Bertinelli (Muse of Fire), Felicity Smoak (The Odyssey), Tommy Merlyn (Dead to Rights), el Dr. Webb (Unfinished Business), Malcolm Merlyn (Darkness on the Edge of Town), Sara Lance (Crucible), Amanda Waller (Keep Your Enemies Closer), el Conde Vértigo (State v. Queen), Barry Allen (The Scientist), Slade Wilson (Three Ghosts), Roy Harper (Tremors), Lyla Michaels (Suicide Squad), Isabel Rochev y Laurel Lance (Deathstroke) y Moira Queen (Seeing Red), las otras diecisiete.

## Desarrollo

### Producción
La producción de este episodio comenzó el 6 de marzo y terminó el 14 de marzo de 2014.

### Filmación
El episodio fue filmado del 17 de marzo al 26 de marzo de 2014.

## Recepción

### Recepción de la crítica
Jesse Schedeen de IGN calificó al episodio como asombroso y le otorgó una puntuación de 9.7, comentando: "Arrow continúa desafiando las expectativas en el buen sentido. Este episodio podría haber ido directamente al asalto masivo de Slade Wilson en Starling City. Pero en cambio, los escritores tomaron las cosas con calma para guiarnos hacia los dos últimos episodios, centrándose menos en lo espectacular y más en la intensidad de las consecuencias emocionales de la muerte de Moira. El resultado fue, posiblemente, el mejor episodio de una temporada llena de [episodios] ganadores. Eso pone el listón increíblemente alto para estas últimas dos semanas, pero me sorprendería si el equipo Arrow no puede continuar con esa norma y terminar la temporada con una nota aún más alta".

### Recepción del público
En Estados Unidos, City of Blood fue visto por 2.31 millones de espectadores, recibiendo 0.8 millones de espectadores entre los 18 y 49 años, de acuerdo con Nielsen Media Research.